# Sunday Oyarekhua
Sunday Oyarekhua – nigeryjski piłkarz grający na pozycji obrońcy. W swojej karierze grał w reprezentacji Nigerii.

## Kariera reprezentacyjna
W 1976 roku Oyarekhua reprezentacji Nigerii został powołany do kadry na Puchar Narodów Afryki 1976. Zagrał w nim w dwóch meczach grupowych: z Sudanem (1:0) i z Marokiem (1:3). Z Nigerią zajął 3. miejsce w tym turnieju.